# AJR (gruppo musicale)
AJR è un gruppo musicale statunitense formatosi nel 2005 a New York e composto dai fratelli Adam, Jack e Ryan Met.

## Carriera

### Esordi e i primi album (2005-2015)
I fratelli Met hanno iniziato a esibirsi nel 2005, come artisti di strada presso il Central Park e Washington Square Park, cantando inizialmente cover di grandi successi. Negli anni successivi si sono cimentati nella produzione di canzoni proprie, fondando una propria etichetta discografica indipendente, la LARJ Productions, tramite la quale nel 2010 pubblicano i loro primi due album, Born and Bred e Venture. 
Nel 2012 partecipano al progetto The Beatles Complete On Ukulele, incidendo una cover di The Night Before. L'anno successivo viene messo in commercio il primo EP 6foot1, poi ribattezzato I'm Ready; il singolo omonimo, che contiene un sample vocale di SpongeBob SquarePants, è divenuto un gran successo in Australia, tanto da collocarsi al numero 5 della classifica dei singoli e da ricevere il doppio disco di platino per le 140 000 copie vendute. È diventato anche il primo singolo del gruppo ad apparire nella Billboard Hot 100, raggiungendo il 65º posto.
Nel 2014 viene pubblicato l'EP Infinity assieme al singolo omonimo, mentre il 27 febbraio 2015 esce il terzo album Living Room, che è il primo ad essere distribuito da una major, la Warner Bros. Records. Quest'ultimo è inoltre il primo lavoro del gruppo a ricevere una buona accoglienza da parte della critica specializzata, la quale acclama la produzione e i testi delle tracce.

### The Clicke il successo commerciale (2016-2018)
Il 16 settembre 2016 il gruppo ha pubblicato l'EP What Everyone's Thinking, accompagnato dal singolo Weak, che nei mesi successivi riceve gran successo a livello globale, soprattutto in Europa, dove entra in top ten in Norvegia e Paesi Bassi mentre nel Regno Unito si ferma alla posizione numero 58; riceve inoltre diversi dischi d'oro e di platino.
Il quarto album, The Click, viene messo in commercio il 9 giugno 2017 e debutta al numero 61 della Billboard 200; a maggio 2019 ha totalizzato oltre 631,1 milioni di riproduzioni in streaming. Da esso vengono estratti i singoli Drama e Sober Up, quest'ultimo in collaborazione con Rivers Cuomo dei Weezer. Tra il 2017 e il 2018 il gruppo promuove l'album tramite il The Click Tour, che vede la partecipazione di artisti come Hundred Handed, Grizfolk, Ocean Park Standoff, e Max Schneider. Sempre nel 2017 partecipano alla campagna It's On Us promossa da Barack Obama contro la violenza sessuale nei college statunitensi.
Una versione deluxe di The Click viene pubblicata il 21 settembre 2018, preceduta da Burn the House Down, che debutta al 100º posto della Billboard Hot 100.

### NeotheatereOK Orchestra(2019-presente)
Il 30 gennaio 2019 viene lanciato 100 Bad Days come singolo apripista del quinto album Neotheater; con la canzone il gruppo si esibisce al Jimmy Kimmel Live! l'11 marzo seguente. L'album esordisce all'8º posto della Billboard 200, segnando la prima top ten in classifica.
Il 12 febbraio 2020 gli AJR pubblicano il singolo Bang!, accompagnato dal corrispettivo videoclip. Utilizzato in uno spot pubblicitario della Apple, il brano è diventato il più alto piazzamento della band nella Billboard Hot 100, al numero 8. Nel marzo 2021 il gruppo ha pubblicato il quinto album OK Orchestra. Nel 2023 tornano in scena con il singolo Yes I'm a Mess.

## Influenze musicali
In diverse interviste il gruppo ha citato i The Beach Boys, Simon & Garfunkel, Vampire Weekend, Imagine Dragons, Kanye West, Macklemore, Twenty One Pilots e Fun come le loro più grandi ispirazioni musicali.

## Formazione
- Adam Metzger – cori, chitarra basso
- Jack Metzger – voce, chitarra, ukulele, batteria, percussioni, tastiere, sintetizzatori
- Ryan Metzger – cori, ukulele, tastiere, sintetizzatori, tromba, batteria, percussioni

## Discografia
- 2010 - Born and Bred
- 2010 - Venture
- 2015 - Living Room
- 2017 - The Click
- 2019 - Neotheater
- 2021 - OK Orchestra
- 2023 - The Maybe Man